# Swimming Pool
Swimming Pool is een film uit 2003 geregisseerd door François Ozon.
Het is een psychologische thriller over twee vrouwen die qua leeftijd en levensstijl ver van elkaar af staan maar na verloop van tijd toch steeds nader tot elkaar komen.

## Verhaal
Het verhaal speelt zich af in het Franse Lacoste. Sarah, een Engelse schrijfster van in de veertig logeert in het vakantiehuis van John, haar uitgever. Na een paar dagen neemt ook de jonge Julie haar intrek. Ze beweert de onechte dochter van John te zijn. Haar moeder heeft destijds zelfmoord gepleegd omdat John zijn echte vrouw niet voor haar wilde verlaten.
De twee willen in het begin weinig van elkaar weten en negeren elkaar. Julie leidt een wispelturig seksleven, terwijl Sarah zich bezighoudt met het schrijven aan haar boek en wandelen door het dorp.
Toch raken ze door elkaar gefascineerd. Sarah gaat zelfs toekijken hoe Julie seks bedrijft.
Tijdens een van haar uitstapjes komt Sarah in contact met Franck, een ober in een naburig dorpje. Hij probeert kennis te maken maar Sarah houdt de boot een beetje af. Opeens bezoekt Franck het huis in gezelschap van Julie. Nu ontstaat een machtsstrijd tussen de twee vrouwen. Franck blijkt meer geïnteresseerd in Sarah maar Julie besluit hem te verleiden. Aan het zwembad wordt Franck oraal bevredigd door Julie. Sarah kijkt toe vanaf het balkon en verstoort de scène door een steen in hun richting te gooien; daarna trekt ze zich terug. Hierna wil Franck niet meer. Julie wordt zo kwaad door de afwijzing dat ze hem doodslaat met een steen.
De volgende dagen vraagt Sarah zich af waar Franck gebleven is. Ook in het dorp kan ze hem niet meer vinden. Na verloop van tijd bekent Julie wat er is gebeurd en samen begraven ze het lijk.
Sarah en Julie beloven elkaar het voorval geheim te houden en wanneer de tuinman achterdochtig wordt tijdens het maaien van het gras, lokt Sarah hem het bed in.
Julie vertrekt en bij hun afscheid vertelt ze dat haar moeder destijds ook een roman heeft geschreven. John wilde het niet publiceren en dwong haar het geschrift te verbranden. Ze heeft echter toch een kopij weten te bewaren. Ze overhandigt Sarah het geschrift.
Terug in Engeland gaat Sarah naar haar uitgever. Ze overlegt over haar nieuwe roman die sterk overeenkomt met de roman van Julie's moeder. John vraagt Sarah of ze hem soms iets duidelijk wil maken maar Sarah gaat er niet op in. Ze heeft ondertussen al een andere uitgever voor het boek gevonden. Op kantoor komt ze Julie tegen. Julie blijkt opeens Julia te heten en lijkt niet op het meisje in Frankrijk. De twee herkennen elkaar niet, maar Sarah ziet de omhelzing van Julia en haar vader, en fantaseert Julie/Julia weer te zien in Frankrijk aan het zwembad.
Hierdoor ontstaat de vraag of Sarah nu net alles heeft ingebeeld in Frankrijk, of alles echt wel gebeurd is, en of Julie/Julia echt wel in Frankrijk was.
Aan het eind van het verhaal kun je je als kijker sterk afvragen of alles wat Julie gezegd heeft wel klopt. Is ze wel een onechte dochter van John, heeft haar moeder wel zelfmoord gepleegd, en had ze wel een roman geschreven. Misschien is John wel om een andere reden verbaasd.

## Rolverdeling
- Charlotte Rampling als Sarah Morton
- Ludivine Sagnier als Julie
- Charles Dance als John Bosload
- Jean-Marie Lamour als Franck
- Marc Fayolle als Marcel